# クラシック・ロック (雑誌)
『クラシック・ロック』（Classic Rock）は、もっぱらロック音楽を取り上げるイギリスの雑誌で、姉妹誌とされる『メタル・ハマー (Metal Hammer)』や『プログ (Prog)』を扱うフューチャーが発行している。雑誌のテーマは、1960年代から1990年代はじめまでの主要なバンドに焦点をあてるという方針が貫かれているが、言及するだけの特筆性があると同誌が評価した最新のアーティストや、これからのアーティストたちについての記事やレビューも掲載されることもある。当初は、不定期刊のプロジェクトとしてスタートしたが、やがてイギリスでも最もよく売れている音楽雑誌のひとつとなった。2010年9月には、通算150号を発行しており、『ニュー・ミュージカル・エクスプレス (NME)』よりも大きな部数が流通するようになっている。
かつて雑誌の所有者だったチームロック (TeamRock) は、『メタル・ハマー』、『プログ』、『クラシック・ロック』の3誌を、2013年にフューチャーから買い入れた。しかし、チームロックは財政上の危機に陥り、2016年10月19日に、これら3誌すべてを休刊し、73人を解雇する手続きに入った。2017年1月8日、『クラシック・ロック』は、姉妹誌『メタル・ハマー』、『プログ』とともに、旧所有者であるフューチャーに80万ポンドで買い戻され、刊行が再開された。